# VfB 06 Langenfeld
Der VfB 06 Langenfeld ist ein Fußballverein aus Langenfeld im Kreis Mettmann. Die Vereinsfarben sind Rot und Weiß. 

## Geschichte
Der Verein wurde im Juni 1906 als FC Germania Immigrath gegründet und fusionierte 1919 mit dem TV Langenfeld zum TSV Langenfeld. Nur wenig später, am 25. Februar 1921, erfolgte die nächste Fusion mit dem FC Germania Reusrath. Der Name dieses Vereins ist unbekannt, bereits am 11. Juli 1921 wurde der Zusammenschluss wieder gelöst. 1923 machte sich die Fußballabteilung des TSV als VfB Langenfeld-Immigrath 06 selbständig und benannte sich später in VfB Langenfeld um. Von 1941 bis 1945 bildete der VfB eine Kriegssportgemeinschaft mit dem TSF Richrath unter der Bezeichnung KSG Langenfeld-Richrath.
Der ersten Herrenmannschaft gelang 1986 der Aufstieg in die damals drittklassige Oberliga Nordrhein, die höchste Amateurliga. Als Neuling schlug sich der VfB erstaunlich gut und beendete die Saison mit 37:31 Punkten auf dem siebten Tabellenplatz. Der Erfolg lockte im Schnitt 1.042 Zuschauer in den 17 Heimspielen auf den Jahnplatz. In der folgenden Saison konnte der VfB als 15. nur knapp die Klasse halten und stieg dann 1988/89 als Tabellen-17. wieder aus der Oberliga ab. Der Zuschauerschnitt war derweil über 705 auf 678 Zuschauer gesunken.
Der Abstieg aus der Oberliga, dem der Verlust des Sponsors vorausgegangen war, folgte ein rasanter Abstieg, der zunächst bis in die Bezirksliga führte, wo die ehemals 2. Mannschaft spielte. Die 1. Mannschaft erreichte in der Bezirksliga in der Saison 2003/04 einen guten 2. Platz und verfehlte den Aufstieg nur knapp. In der Saison 2004/05 stieg die 1. Mannschaft in die Kreisliga A ab. 2005/6 erfolgt der erneute Abstieg in die Kreisliga B. 2018 stieg der Verein nach 12 Jahren aus der Kreisliga B in die Kreisliga A auf. Vor der Saison 2019/20 verließen der Trainer und fast alle Spieler der 1. Mannschaft den Verein, sodass der Kader mit Spielern aus der 2. bis 4. Mannschaft, die in der Kreisliga C spielten, zusammengestellt werden musste. Nach dem Abbruch der Saison 2019/20 wegen der Coronapandemie gab es keinen Abstieg, sodass der Verein als Tabellenletzter trotzdem in der Kreisliga A verbleiben konnte. In der Saison 2022/23 spielt der Verein in der Kreisliga B, nachdem er in der Saison 2021/22 in der Abstiegsrunde der Kreisliga A gescheitert war.

## Persönlichkeiten
- Heinrich Bless
- Udo Dettmer
- Manfred Dum
- Sieghard Heise
- Fred Hoff
- Wolfgang Krüger
- Richard Mademann
- Siegfried Mainz
- Helmut Pabst
- Dirk Rehbein
- Frank Saborowski
- Horst Stockhausen
- Uwe Toex
- Sascha Walbröhl